# Romina de Lannoy
Romina de Lannoy es una deportista antillana que compitió en taekwondo. Ganó una medalla de oro en el Campeonato Panamericano de Taekwondo de 1982 en la categoría de –52 kg.

## Palmarés internacional
| Campeonato Panamericano | Campeonato Panamericano | Campeonato Panamericano | Campeonato Panamericano |
| Año                     | Lugar                   | Medalla                 | Categoría               |
| ----------------------- | ----------------------- | ----------------------- | ----------------------- |
| 1982                    | Ponce (Puerto Rico)     | Medalla de oro          | –52 kg                  |